# Сивухин, Дмитрий Васильевич
Дми́трий Васи́льевич Сиву́хин (18 августа 1914 года, Новосибирск — 25 ноября 1988 года) — советский физик, автор широко известного «Общего курса физики». Кандидат физико-математических наук, профессор МФТИ.
Автор статей по гидродинамике, статистической физике, физической оптике, физике плазмы, электродинамике.

## Биография
Отец — Василий Федорович Сивухин (1890—1922) — крестьянин, уроженец села Скомово Юрьев-Польского уезда, был мобилизован в царскую армию в августе 1914 года и отправлен на фронт в качестве солдата, после Октябрьской революции участвовал в гражданской войне в рядах Красной Армии, где и умер в декабре 1919 года от тифа (либо вернулся к семье в село Скомово и умер от тифа же в 1922 году). Мать — Елизавета Ивановна Перемиловская — учительница начальной школы. Вернулась с детьми в село Скомово из Сибири в 1914 году, работала в Юрьев-Польском районе Ивановской губернии, позже во Владимирской области, последние годы — в Афинеевской начальной школе. Умерла в январе 1943 года. Д. В. Сивухин назван в честь дяди, революционера, сподвижника Фрунзе, Дмитрия Федоровича Сивухина (1885—1909), уроженца села Скомово Юрьев-Польского уезда, замученного во Владимирском централе.
Жена — Геся Соломоновна Крейнина, в дальнейшем преподавала вместе с ним в МФТИ.
Дмитрий Васильевич окончил Юрьев-Польскую школу 2-й ступени. После окончания школы был направлен на должность учителя математики в Никольскую профшколу Юрьев-Польского района, откуда был переведён (в связи с реорганизацией школы в сентябре 1931 года) в Калининскую школу колхозной молодёжи на ту же должность. Проработав на новом месте два года, поступил на физический факультет МГУ, который окончил в 1939 году по специальности «теоретическая физика». Поступил в аспирантуру, но не окончил её в связи с началом Великой Отечественной войны.
Во время войны служил офицером-артиллеристом, принимал участие в битве за Москву. Со слов Сивухина, его воспоминания о событиях 1941 года были записаны его коллегой, известным теоретиком Б. А. Трубниковым.
В 1944 году защитил кандидатскую диссертацию на тему «К теории отражения и преломления света», выполненную под руководством М. А. Леонтовича. Поводом к её написанию стала одна из лекций академика Л. И. Мандельштама, прочитанная в Московском университете в связи с 20-летием со дня смерти Рэлея.
В 1953 году секретным постановлением Совмина СССР Сивухину была присуждена Сталинская премия третьей степени за участие в теоретических расчётах ядерной бомбы РДС-5 и первой термоядерной бомбы РДС-6с во время работы в Институте физических проблем АН СССР.
Работал в Институте атомной энергии имени И. В. Курчатова. С февраля 1946 года и до октября 1986 года читал курс общей физики сначала на физико-техническом факультете МГУ, потом — в Московском физико-техническом институте. Единственный (на 2007 год) профессор МФТИ, не имеющий докторской степени.
Автор получившего широкое признание пятитомного учебника по общему курсу физики. В начале XX века подобный курс физики был создан О. Д. Хвольсоном, но к середине столетия он безнадёжно устарел, квантовая механика и теория относительности изменили подход к основам физики. В 1977 году готовые к тому моменту первые три книги курса удостоены золотой медали Выставки достижений народного хозяйства. После смерти Сивухина курс переиздаётся с дополнениями, отражающими физические результаты, полученные после его кончины. Курс переведён на французский и узбекский языки.
В связи с выходом на пенсию прекратил преподавательскую деятельность в октябре 1986 года, остался на кафедре в должности профессора-консультанта. Умер 25 ноября 1988 года.

## Награды
- Орден Отечественной войны II степени (1985[6])[7]
- медаль «За трудовую доблесть»
- 8 других медалей
- Сталинская премия третьей степени (1953)[1] — за расчетно-теоретические работы по изделию РДС-6с и РДС-5

### Статьи
- Сивухин Д. В. К теории движения дипольной жидкости в электрическом поле // ЖЭТФ. — 1939. — Т. 9, вып. 10. — С. 1253—1269.
- Сивухин Д. В. О тепловых действиях переменного электрического поля на взвесь диэлектрических частиц в жидкости // ЖЭТФ. — 1940. — Т. 10, вып. 6. — С. 679—693.
- Сивухин Д. В. К теории движения иона в электролите // Сб. науч. студ. работ (МГУ). — 1940. — Вып. 14. — С. 69—76.
- Сивухин Д. В. К молекулярной теории отражения света // ДАН СССР. — 1942. — Т. 36, № 8. — С. 247—250.
- Сивухин Д. В. Феноменологическая теория переходного слоя // ЖЭТФ. — 1943. — Т. 13, вып. 9—10. — С. 361—375.
- Сивухин Д. В. Молекулярная теория отражения и преломления света // ЖЭТФ. — 1948. — Т. 18, вып. 11. — С. 976—994.
- Сивухин Д. В. Эллиптическая поляризация при отражении света от жидкостей // ЖЭТФ. — 1951. — Т. 21, вып. 2. — С. 367—376.
- Сивухин Д. В. К вопросу о стигматических изображениях широкими пучками лучей // Вестник Московского университета. — 1951. — № 2. — С. 159—164.
- Сивухин Д. В. Элементарная теория мономолекулярного переходного слоя и эллиптическая поляризация при отражении света от жидкостей // Вестник Московского университета. — 1952. — № 2. — С. 63—74.
- Сивухин Д. В. Диффракция плоской звуковой волны на сферической полости // Акуст. журнал. — 1955. — Т. 1, вып. 1. — С. 78—88.
- Сивухин Д. В. К теории эллиптической поляризации при отражении света от изотропных сред // ЖЭТФ. — 1956. — Т. 30, вып. 2. — С. 374—381.
- Сивухин Д. В. Принцип суперпозиции и теория дисперсии // Оптика и спектроскопия. — 1957. — Т. 3, вып. 4. — С. 297—307.
- Сивухин Д. В. Об энергии электромагнитного поля в диспергирующих средах // Оптика и спектроскопия. — 1957. — Т. 3, вып. 4. — С. 308—312.
- Сивухин Д. В. О средней скорости распространения электромагнитной энергии в волноводах // Радиотехника и электроника. — 1958. — Т. 3, вып. 6. — С. 744—749.
- Сивухин Д. В. О международной системе физических величин // УФН. — 1970. — Т. 129, № 2. — С. 335—338.

### Книги
1. Сивухин Д. В. Общий курс физики. — М.: Наука, 1979. — Т. I. Механика. — 520 с.
2. Сивухин Д. В. Общий курс физики. — Издание 3-е, исправленное и дополненное. — М.: Наука, 1989. — Т. I. Механика. — 576 с. — ISBN 5-02-014054-6.
3. Сивухин Д. В. Общий курс физики. — Издание 4-е. — М.: Физматлит, 2002. — Т. I. Механика. — 792 с. — 5000 экз. — ISBN 5-9221-0225-7.
4. Сивухин Д. В. Общий курс физики. — Издание 5-е, стереотипное. — М.: Физматлит, 2006. — Т. I. Механика. — 560 с. — ISBN 5-9221-0715-1.
5. Сивухин Д. В. Общий курс физики. — М.: Наука, 1975. — Т. II. Термодинамика и молекулярная физика. — 519 с.
6. Сивухин Д. В. Общий курс физики. — Издание 3-е, исправленное и дополненное. — М.: Наука, 1990. — Т. II. Термодинамика и молекулярная физика. — 592 с. — ISBN 5-02-014187-9.
7. Сивухин Д. В. Общий курс физики. — Издание 5-е, исправленное. — М.: Физматлит, 2006. — Т. II. Термодинамика и молекулярная физика. — 544 с. — ISBN 5-9221-0601-5.
8. Сивухин Д. В. Общий курс физики. — М.: Наука, 1977. — Т. III. Электричество. — 688 с.
9. Сивухин Д. В. Общий курс физики. — Изд. 2-е, испр.. — М.: Наука, 1983. — Т. III. Электричество. — 687 с.
10. Сивухин Д. В. Общий курс физики. — Изд. 3-е, испр. и доп.. — М.: Наука, 1996. — Т. III. Электричество . Часть первая. — 320 с. — 5000 экз. — ISBN 5-02-014054-6, ISBN 5-02-015089-4..
11. Сивухин Д. В. Общий курс физики. — Изд. 3-е, испр. и доп.. — М.: Наука, 1996. — Т. III. Электричество . Часть вторая. — 320 с. — 5000 экз. — ISBN 5-02-014054-6, ISBN 5-02-015090-8..
12. Сивухин Д. В. Общий курс физики. — Изд. 4-е, стереотипное. — М.: Физматлит; Изд-во МФТИ, 2004. — Т. III. Электричество. — 656 с. — 5000 экз. — ISBN 5-9221-0227-3; ISBN 5-89155-086-5..
13. Сивухин Д. В. Общий курс физики. — Издание 3-е, стереотипное. — М.: Физматлит, МФТИ, 2002. — Т. IV. Оптика. — 792 с. — ISBN 5-9221-0228-1.
14. Сивухин Д. В. Общий курс физики. — М.: Наука, 1986. — Т. V. Атомная и ядерная физика. Часть 1: Атомная физика. — 416 с. — ISBN 5-02-014053-8.
15. Сивухин Д. В. Общий курс физики. — М.: Наука, 1989. — Т. V. Атомная и ядерная физика. Часть 2: Ядерная физика. — 416 с. — ISBN 5-02-014053-8.
16. Сивухин Д. В. Общий курс физики. — 3-e издание, стереотипное. — М.: Физматлит, 2002. — Т. V. Атомная и ядерная физика. — 784 с. — 3000 экз. — ISBN 5-9221-0230-3.
17. Сивухин Д. В. Общий курс физики. — 3-e издание, стереотипное. — М.: Физматлит, 2006. — Т. V. Атомная и ядерная физика. — 784 с. — 3000 экз. — ISBN 5-9221-0645-7.
18. Гинзбург В. Л., Левин Л. М., Сивухин Д. В. Сборник задач по молекулярной физике.
19. Стрелков С. П., Сивухин Д. В., Угаров В. А. Сборник задач по общему курсу физики. Механика.
20. Сивухин Д. В. (ред.) Сборник задач по общему курсу физики. Термодинамика и молекулярная физика.
21. Стрелков С. П., Сивухин Д. В., Хайкин С. Э. Сборник задач по общему курсу физики: Электричество и магнетизм. — М.: Физматлит Лань, 2006.